# Гіллер (Пенсільванія)
Гіллер (англ. Hiller) — переписна місцевість (CDP) в США, в окрузі Файєтт штату Пенсільванія. Населення — 1258 осіб (2020).

## Географія
Гіллер розташований за координатами 40°0′29″ пн. ш. 79°54′17″ зх. д. / 40.00806° пн. ш. 79.90472° зх. д. (40.008072, -79.904663).  За даними Бюро перепису населення США в 2010 році переписна місцевість мала площу 4,07 км², з яких 3,94 км² — суходіл та 0,13 км² — водойми.

## Демографія
Згідно з переписом 2010 року, у переписній місцевості мешкало 1155 осіб у 524 домогосподарствах у складі 339 родин. Густота населення становила 284 особи/км².  Було 583 помешкання (143/км²).
Расовий склад населення:
| - 92,6 % — білих - 4,7 % — чорних або афроамериканців - 0,3 % — азіатів - 0,1 % — корінних американців |

До двох чи більше рас належало 1,7 %. Частка іспаномовних становила 0,3 % від усіх жителів.
За віковим діапазоном населення розподілялося таким чином: 16,2 % — особи молодші 18 років, 60,4 % — особи у віці 18—64 років, 23,4 % — особи у віці 65 років та старші. Медіана віку мешканця становила 49,1 року. На 100 осіб жіночої статі у переписній місцевості припадало 86,0 чоловіків;  на 100 жінок у віці від 18 років та старших — 85,4 чоловіків також старших 18 років.
Середній дохід на одне домашнє господарство  становив 60 098 доларів США (медіана — 49 492), а середній дохід на одну сім'ю — 63 920 доларів (медіана — 59 712). За межею бідності перебувало 4,3 % осіб, у тому числі 0,0 % дітей у віці до 18 років та 6,6 % осіб у віці 65 років та старших.
Цивільне працевлаштоване населення становило 602 особи. Основні галузі зайнятості: освіта, охорона здоров'я та соціальна допомога — 20,3 %, науковці, спеціалісти, менеджери — 19,3 %, роздрібна торгівля — 13,8 %, виробництво — 13,5 %.